# Sandiaga Uno
Sandiaga Salahuddin Uno né le 28 juin 1969 à Pekanbaru, est un homme d'affaires indonésien. Il est actuellement ministre du tourisme et de l'économie créative.

## Biographie
Il a été élu avec Anies Baswedan lors de l'élection du gouverneur de Jakarta en 2017 après avoir battu le couple sortant Basuki Tjahaja Purnama (connu sous le nom d'« Ahok ») et Djarot Saiful Hidayat. Il a démissionné de ses fonctions pour se présenter comme candidat à la vice-présidence de Prabowo Subianto à l'élection présidentielle indonésienne de 2019.
Diplômé de l'université George-Washington, Sandiaga a travaillé pour plusieurs entreprises et a gravi les échelons avant de fonder sa propre entreprise, ce qui l'a amené à devenir l'une des personnes les plus riches d'Indonésie. En 2015, il a démissionné de ses entreprises pour rejoindre le Parti du mouvement de la grande Indonésie. Lors de sa candidature au poste de vice-président, il a également renoncé à son appartenance à Gerindra de Prabowo dans le cadre de l'accord avec les partis de la coalition.